# Valbénazine
La valbénazine, vendue sous le nom commercial Ingrezza.

## Usage médical
Est un médicament utilisé pour traiter la dyskinésie tardive, un trouble du mouvement à long terme dû aux antipsychotiques. Il est pris par voie orale. Une utilisation à long terme est requise.

## Effets secondaires
Les effets secondaires courants comprennent la sécheresse de la bouche, la somnolence, la rétention urinaire, les vertiges et les maux de tête, d'autres effets secondaires comprennent l'allongement de l'intervalle QT,. L'utilisation n'est pas recommandée chez les personnes souffrant de graves problèmes rénaux. Il s'agit d'un inhibiteur du transporteur vésiculaire de la monoamine 2.

## Histoire
La valbénazine a été approuvée pour un usage médical aux États-Unis en 2017. En 2018, elle coûte entre 5 750 et 6 225 USD par mois. Il n'est disponible que dans certaines pharmacies. Elle n'est actuellement pas prévu de le vendre en Europe à partir de 2018.